# Pajzs

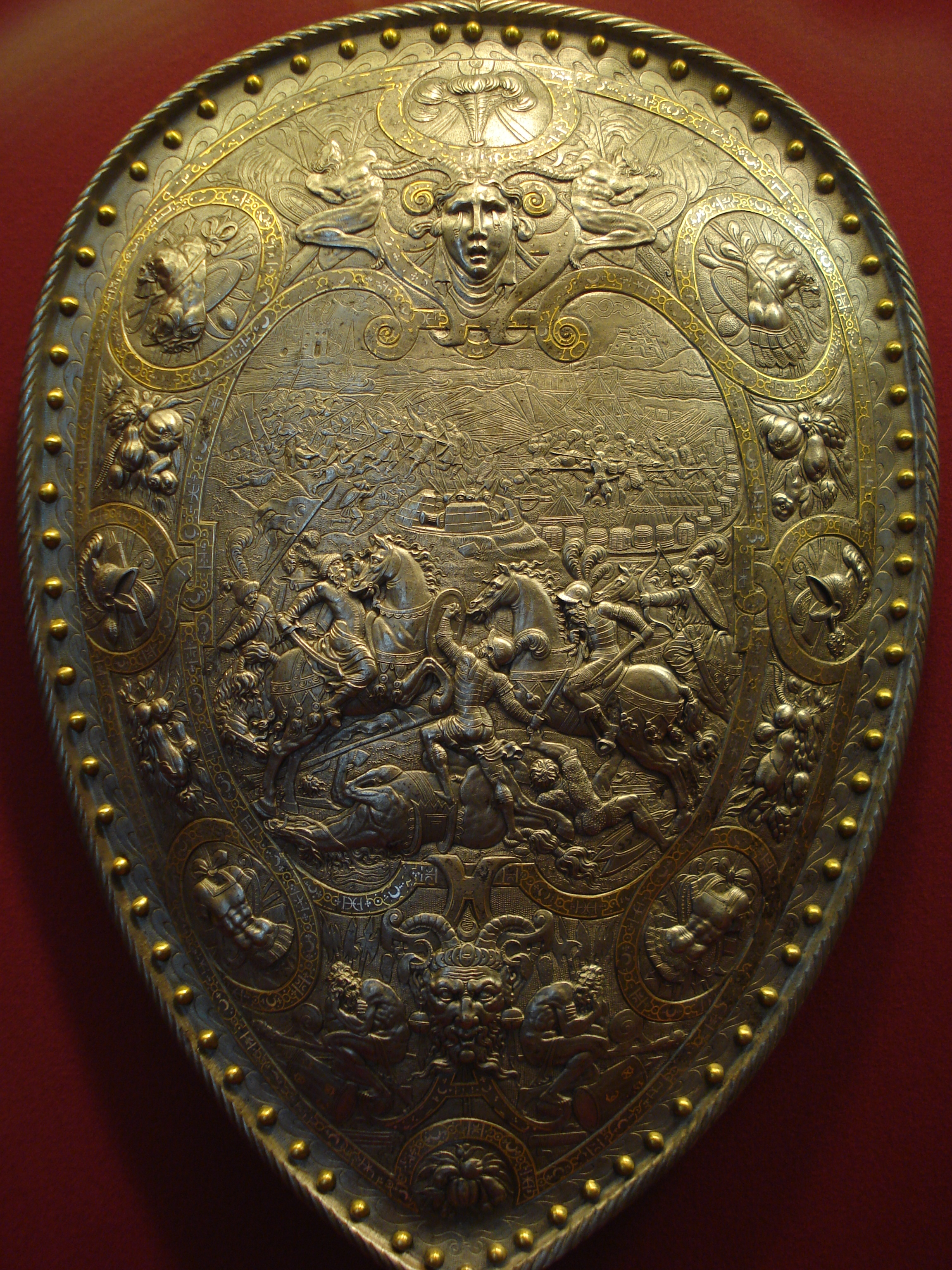
II. Henrik pajzsa

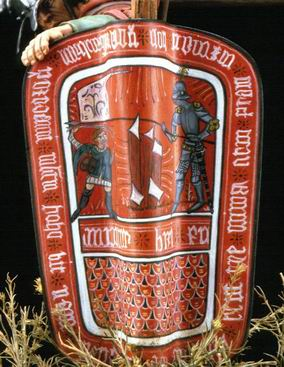
Husziták pajzsa

A pajzs támadások elhárítására és támadásra szolgáló eszköz. A páncélokkal ellentétben, amelyeket a testen viselnek, a pajzsokat kézben tartva használják. 

## Története
A korai pajzsokat az ősi kézifegyverek (kard, buzogány stb.) valamint a nyílvesszők támadásának kivédésére tervezték. A pajzs felépítése történelmi kortól és helyszíntől függően változott az idők során, de majdnem minden civilizáció alkalmazta. Európában a 17. századig használták a harcászatban, amikor is a puskapor elterjedésével elavulttá váltak.
A római korban a scutumot használták.
A 11. században Magyarországon a normann típusú pajzsokat kiszorította a kis kerek pajzs, amit vértnek neveztek. Ez a pajzs deszkából készült, és bőrrel vonták be. Előnye abban rejlett, hogy – ellentétben a nagyobb pajzsokkal–, már a lovasok is könnyen használhatták.
A középkorban Itáliából elterjedt a pavese. Ennek nevéből alakult ki a magyar pajzs szó is.

## A modern korban
A modern korban a rendőrség, rohamrendőrség felszerelésében találhatjuk meg a pajzsokat, könnyebb támadások (repülő üvegek, kövek) kivédésére. Egyes tüzérségi lövegek is védőpajzzsal vannak ellátva.
A pajzs a címer egyik központi eleme, a középkorban leginkább harcosok címereinek alapjául szolgált, funkciójából adódóan.